# San Gillio
San Gillio és un comune (municipi) de la ciutat metropolitana de Torí, a la regió italiana del Piemont, situat a uns 15 quilòmetres al nord-oest de Torí. A 1 de gener de 2019 la seva població era de 3.193 habitants.
San Gillio limita amb els següents municipis: La Cassa, Val della Torre, Druento, Givoletto, Pianezza i Alpignano.